# Mōbadh
Mōbadh (in persiano موبذ‎) è il termine persiano per indicare il sacerdote ("capo dei Magi") nella religione zoroastriana.

La parola in medio-persiano è magupat e in antico-persiano è magupati.

Il titolo viene registrato anche nella lingua partica manichea come magbed, mentre in lingua armena è mogpet o movpet, laddove in siriaco esiste mōpatā e mōhpatē e in greco μαυῖπτάς, μαυπιτάς, μαύτης, μαύπησ e μάπτα.

In arabo si rende col sostantivo mawbādh o mūbadh (pl. mawābidha).

## Storia
L'esistenza dei mōbadh è certificata nel testo religioso zoroastriano dell'Ardā Vīrāg Nāmag) dove si dice che Alessandro Magno avesse ucciso vari magupatān, ma la prima attestazione si trova nell'iscrizione di Kartīr (Kirdēr), durante il regno di Bahrām II (276-293).
Il titolo di Magupatān magupat (la suprema carica sacerdotale nello Zoroastrismo) compare nel corso del regno di Bahrām V (421-39). In lingua araba, affermatasi con la conquista islamica della Persia, esso diventerà Mōbadhān mōbadh, inteso come supremo sacerdote del culto zoroastriano.
Come tale, il mōbadh faceva parte della cerchia più intima dello Shāhanshāh (che era strutturalmente collegato alla fede zoroastriana, di cui era il consigliere istituzionale e divideva con lui i pasti nel corso degli impegni bellici dell'Imperatore, sconsigliando in tal modo, con la sua presenza, eventuali attentati alla vita del sovrano, attuati mediante l'avvelenamento del cibo.
La loro grande importanza era sottolineata dal loro coinvolgimento attivo nelle delicate fasi della successione dello Shāhanshāh (tenuto a designare il suo erede politico, provvedendo a indicarlo in quattro documenti, affidati ad altrettanti dignitari) e dal fungere come giudici di primo grado, venendo anche coinvolti nel controllo dell'esazione delle imposte statali e nella gestione dei registri in cui erano elencati i detentori degli uffici pubblici (il Gāh-nāma).
La conquista arabo-islamica del Paese, pur nell'accondiscendenza dei vincitori nei confronti dell'Ahl al-Kitāb (le "religioni del Libro") intaccò fortemente, come è logico, gli spazi del loro ruolo politico ed economico. Tuttavia si ricorderà che i mōbadh di Nīshāpūr non fecero mancare nel 748-9 il loro sostanziale sostegno ad Abu Muslim per stroncare nel sangue il moto economico-politico ereticale di Bihāfrīd b. Māhfurūdīn (o Farwardīn).

## Differenziazione di ruoli e funzioni
Fu in età safavide che si registrarono le differenziazioni che intercorrevano tra i mōbadh. Col termine herbed, ad esempio, si intendeva il sacerdote che conosceva l'Avestā, mentre con mōbed ci si riferiva a chi sapeva recitare lo Zend-Avesta, assolvendo al servizio religioso dello Yasna (culto, offerta, sacrificio, servizio liturgico). Il dastūr era invece chi conosceva tanto l'Avesta quanto lo Zand, laddove un dahmōbed era il capo dei mōbadh incaricato delle cerimonie funebri.